# Araç Çayı
Der Araç Çayı ist der rechte Quellfluss des Filyos Çayı im Norden der Türkei.
Der Araç Çayı entspringt in der Provinz Kastamonu an den Nordhängen des Gebirgszugs Ilgaz Dağları. Er fließt anfangs als Ilgaz Çayı in nördlicher Richtung durch den Landkreis İhsangazi. Nach dem Passieren der gleichnamigen Kreisstadt wendet sich der Fluss nach Westen und erreicht den Landkreis Araç und später die gleichnamige Stadt. Der Fluss heißt nun Araç Çayı. Die Fernstraße D030 folgt dem Flusslauf. Der Araç Çayı fließt an der Ortschaft İğdir vorbei und überquert später die Provinzgrenze nach Karabük.
In der Provinzhauptstadt Karabük trifft der Araç Çayı auf den von Süden heranströmenden Soğanlı Çayı und vereinigt sich mit diesem zum Filyos Çayı (Yenice Irmağı). Der Araç Çayı hat eine Länge von ca. 100 km.